# Труд (издателство)
Вижте пояснителната страница за други значения на Труд.
Книгоиздателска къща „Труд“ е частно издателство в България, основано през 1992 година в София.
До 2011 г. със знака на издателството са излезли над 900 български и преводни заглавия – художествена литература, документалистика, биографични четива, популярни, научни, справочни и енциклопедични книги. В издателството работят около 10 щатни и над 30 нещатни сътрудници.
Член на Асоциация „Българска книга“.
КК „Труд“ разработва в продължение на години културно-образователния сайт Знам.бг, специално създаден за ползване от ученици.
Издателството е и един от основателите на „Виртуална България“, сайт, предлагащ виртуална разходка из някои от най-големите български природни и културни забележителности.

## Издания
Сред най-авторитетните издания на „Труд“ са „Българска енциклопедия А-Я“ (съвместно с БАН), „Енциклопедия на виното“, „Световна бизнес енциклопедия“, „Енциклопедия на архитектурата“, „Енциклопедия на българския театър“, библията на професионалните художници „Човешкото тяло – учебник по пластична анатомия“ и „Животинското тяло“ от проф. Готфрид Бамес, поредицата авторитетни речници – картинните „Oxford-Duden“, „Английско-български юридически речник“ на изтъкнатия юрист Христо Данов, „Италианско-български речник“, двутомният „Чешко-български речник“, „Гръцко-български речник“, „Ивритско-български речник“, „Философски речник“, и много други.
Години наред издателството налага свои собствени автори. Така в поредицата „Ключът към класиката „Cliffs Notes“ включва не само разработки на произведения от световната класика, а и на български шедьоври. Делото е на Ангел Малинов и Севдалина Малинова. Сред бестселърите с българско авторство, издадени от „Труд“ са „Тайнствената сила на пирамидите“ на Богомил Герасимов, „Световна футболна енциклопедия“ на Румен Пайташев, „Световна енциклопедия на кучетата“ на Венелин Динчев.
Големият хит на КК „Труд“ за 2011 г. е многотомната „Енциклопедия България“. Тя се разработва от екип от учени от БАН.
С логото на КК „Труд“ излиза и най-продаваната българска поредица нехудожествени книги за периода 2009–2012 година – „Български хроники“ на Стефан Цанев.
„Труд“ издава няколко криминални поредици:
- „Китайски загадки“ на Роберт ван Хюлик,
- „Японски загадки“ с далекоизточните мистерии на Лора Джо Роуланд,
- „Египетски загадки“ на британеца Пол Дохърти,
- „Романите на Андрей Воронин“, в които главният герой е агент Слепия – руският Джеймс Бонд.

Под логото на „Труд“ излизат и: „Избрано от романите на Джеймс Хадли Чейс“, „Крими“ – специална селекция от творбите на кралете на криминалния жанр – Жорж Сименон, сър Артър Конан Дойл, Едгар Алън По, Г.К. Честъртън и много други; едни от най-нашумелите поредици в цял свят – „Lost“ (по култовия сериал „Изгубени“), „Star Wars“ – шестте романизирани епизода на Джордж Лукас и продължението на вечната сага, дописана от именити автори като Тимъти Зан.
През 2006 г. е създадена библиотека „Златни детски книги“ – в нея са събрани „вечните и незабравими детски романи и приказки“.
„Селекция 500“ е специално подбрана поредица с луксозни издания.